# Henri Labrie
Pour les articles homonymes, voir Labrie.
 (septembre 2018).
Si vous disposez d'ouvrages ou d'articles de référence ou si vous connaissez des sites web de qualité traitant du thème abordé ici, merci de compléter l'article en donnant les références utiles à sa vérifiabilité et en les liant à la section « Notes et références ».
Henri Labrie (1911–2006), né à Mont-Joli, Québec, Canada, a servi comme canadien dans le régiment de Maisonneuve en Allemagne, aux Pays-Bas, en Belgique et en France pendant la Seconde Guerre mondiale.

## L'avant-guerre
Né en décembre 1911 à Mont-Joli dans la région du Bas-St-Laurent, Henri Labrie a comblé plusieurs postes civils avant d'entreprendre une carrière militaire en 1932 au sein des Fusiliers du Saint-Laurent (Armée canadienne). 

## Deuxième Guerre mondiale
Aux préludes de la Seconde Guerre mondiale, Henri Labrie est promu au grade de Major et est affecté au « Camp 55 » où il entraîne plusieurs militaires. En 1942, il se voit confier le commandement du « Camp 55 » pour ensuite entreprendre la traversée de l'Atlantique.
En Angleterre, il est affecté dans le régiment de Maisonneuve. Il est ensuite appelé à participer activement à plusieurs batailles en Allemagne, aux Pays-Bas, en Belgique et en France où il a été gravement blessé par des éclats d'un obus tiré d'un canon allemand dissimulé dans le clocher d'une église. Après sa convalescence en Angleterre, il est intégré à l'administration militaire où il est alors appelé à côtoyer le célèbre Général américain George Patton au quartier général de la Troisième armée américaine.

## L'après-guerre
Après la guerre, Henri Labrie est promu au grade de Lieutenant-colonel et prend le commandant des Fusiliers du Saint-Laurent. Il a occupé ce poste de 1947 à 1951. Ensuite, il sera Lieutenant-Colonel honoraire, puis Colonel honoraire de 1974 à 1984.
Dans sa vie civile, il a dirigé la Compagnie de Mitis, l'une des entreprises de l'homme d'affaires rimouskois Jules-A. Brillant (Compagnie de Pouvoir du Bas-Saint-Laurent). Avant de prendre sa retraite, il est nommé au conseil d'administration de Québec-Téléphone (aujourd'hui Telus).vice-président Canada and Gulf Terminal Railway Company ( Mont-Joli/Matane )années 60  
Le Colonel Labrie était considéré comme une véritable mémoire vivante de l'histoire de Rimouski. Il est décédé le 31 octobre 2006 à l'âge de 94 ans.

## Sources
- Thériault, Carl. « Le doyen du régiment des Fusiliers du Saint-Laurent a côtoyé de grands hommes ». Journal Le Soleil. Le dimanche 12 novembre 2006. Page A54.
- Radio-Canada : Bas-Saint-Laurent. Mort du colonel Labrie : un doyen nous quitte. Adresse URL :.